# Agatha Christie mène l'enquête
Agatha Christie mène l'enquête est le 7e épisode de la quatrième saison de la deuxième série de la série télévisée de science-fiction britannique Doctor Who.

## Accroche
Voyageant dans le temps au début du XXe siècle, le Docteur et Donna Noble rencontrent Agatha Christie. Des meurtres sont commis, et le Docteur résout l'énigme en compagnie de la romancière. Ils découvrent au passage les circonstances exactes de la mystérieuse disparition d'Agatha Christie en 1926.

## Distribution
- David Tennant : Le Docteur
- Catherine Tate : Donna Noble
- Fenella Woolgar : Agatha Christie
- Felicity Kendal : Lady Clémence Eddison
- Tom Goodman-Hill : Révérend Golightly
- Christopher Benjamin : Colonel Hugh Curbishley
- Felicity Jones : Robina Redmond
- Adam Rayner : Roger Curbishley
- David Quilter : Greeves
- Daniel King : Davenport
- Ian Barritt : Professeur Peach
- Leena Dhingra : Miss Chandrakala
- Charlotte Eaton : Mrs. Hart
- Alexander McDonald (en) : Majordome (non crédité)

## Résumé
Le Docteur fait atterrir le TARDIS dans l’Angleterre de 1926. Avec Donna, ils s'invitent à un dîner organisé par Lady Eddison et son mari, le colonel Curbishley. Ils sont ravis d’apprendre que l'un des invités n’est autre qu’Agatha Christie. Le Docteur se rend compte qu'ils sont arrivés le jour même où elle disparaîtra inexplicablement pendant dix jours. Un des invités est retrouvé mort, grâce à son papier psychique, le Docteur se présente comme étant de Scotland Yard et Donna, son assistante. Accompagnés d’Agatha, ils commencent à enquêter. Ils découvrent une substance visqueuse, laissée par le tueur, que le Docteur identifie comme un résidu morphique. Il en conclut que le meurtrier est un extraterrestre ayant pris forme humaine. Le Docteur et Agatha interrogent les invités tandis que Donna cherche dans les chambres pour trouver des indices. Donna est attaquée par une guêpe de taille humaine, mais elle s'échappe par une fenêtre avant que le Docteur et Agatha arrivent. L'extraterrestre tue la femme de ménage, et tandis que le Docteur, Donna et Agatha le poursuivent, il reprend forme humaine avant d’être rattrapé. Lorsqu'ils se regroupent dans l'étude, le Docteur est empoisonné avec du cyanure. Sa morphologie de Maître du Temps lui permet de désintoxiquer, avec l'aide de Donna. L'empoisonnement l'inspire à ajouter du poivre au dîner, car la pipérine qu’il contient agira comme un insecticide. Au fur et à mesure qu'ils mangent, les invités entendent la guêpe, mais les lumières de la pièce sont détruites avant que l'identité de l'extraterrestre ne soit révélée. Lorsque les lumières sont rétablies, on découvre que le collier de Lady Eddison a été volé et que son fils Roger a été poignardé.
Le Docteur rassemble le reste des invités dans le salon, où lui et Agatha révèlent ce qu'ils ont découvert. Agatha découvre la voleuse, mais pas la meurtrière. Ensuite, le Docteur déduit que la mort de Lady Eddison, prétendument due au paludisme, était en fait due à une imprégnation d'un Vespiforme, une guêpe extraterrestre qui peut se transformer en humain. Le Vespiforme donna à Lady Eddison le collier avant sa mort; à son insu, il la relie télépathiquement à leur enfant. Le Docteur révèle en outre que l'enfant, qu'elle a renoncé à adopter, n’est autre que le révérend Golightly. Récemment, au cours d’une colère et via le lien télépathique, le révérend a pris conscience de sa nature extraterrestre et a découvert les détails de la mort de sa mère. Il a décidé de tuer les invités d'une manière inspirée par le livre d’Agatha Christie : Le Meurtre de Roger Ackroyd.
Alors qu’il se transforme en guêpe et menace les invités, Agatha saisit le collier et attire la guêpe tout en conduisant vers le lac à proximité, avec le Docteur et Donna à sa poursuite. Quand ils rattrapent Agatha, Donna se saisit du collier et le jette dans l'eau, incitant la guêpe à plonger et à se noyer. En raison de sa propre connexion avec le collier, Agatha souffre à mesure que la guêpe meurt mais, juste avant la fin, le révérend/guêpe enlève le lien, épargnant Agatha mais la rendant inconsciente. Le Docteur se rend compte que c'est l'événement qui lui a donné l'amnésie au cours de sa disparition, et utilise le TARDIS pour la déposer tranquillement près de l'hôtel Harrogate dix jours plus tard. De retour dans le TARDIS, le Docteur montre à Donna le roman d’Agatha La Mort dans les nuages, dans lequel les guêpes jouent un rôle important. Le Docteur explique qu’il a été imprimé en l'an 5 milliards et qu’Agatha Christie est le romancier le plus vendu de tous les temps.

## Continuité
- Donna remarque que rencontrer Agatha Christie pour résoudre un mystère est aussi improbable que de rencontrer Charles Dickens entouré de fantômes le jour de Noël, ce que le Docteur a effectivement fait dans l'épisode de la saison 1 Des morts inassouvis.
- Le Docteur possède un coffre rempli d'objets commençant par la lettre C, on trouve ainsi l'armure d'un Cyberman (Le Règne des Cybermen) et la boule de cristal dans laquelle sont enfermées les Carrionites de l'épisode Peines d'amour gagnées.
- Afin de consoler Agatha de son mari qui la trompe, Donna lui parle d'un homme qui l'a utilisée, faisant expressément référence à son fiancé Lance dans l'épisode Le Mariage de Noël.
- Le Docteur se met à divaguer sur un voyage qu'il a fait en Belgique sur les traces de Charlemagne enlevé par un ordinateur diabolique et on le voit avec un arc et des flèches. Si l'histoire n'est qu'ébauchée, la page de l'épisode sur le site de la BBC raconte toute l'histoire dans une nouvelle[1].
- On retrouve, comme précédemment dans l'épisode Le Retour de Donna Noble, le souci de Donna au sujet de la disparition des abeilles.
- Quand le docteur est victime d'un empoisonnement au cyanure, Donna lui énumère tout un tas de cocktail ou encore d'opéra. Ceci peut être un clin d’œil à l'épisode spécial de la saison, quand la mère de Rose Tyler lui liste tout un tas de médicament pour qu'il guérisse de son implosion neuronale, conséquence de sa récente régénération.
- Lorsque Donna essaye d'emprunter un phrasé distingué pour discuter avec Lady Clémence Eddison, le Docteur lui demande de cesser dans les mêmes termes utilisés vis à vis de Rose (Un loup-garou royal) et Martha (Peines d'amour gagnées).

## Production

### Écriture
Cet épisode est écrit par Gareth Roberts qui avait écrit un autre épisode pseudo-historique, Peines d'amour gagnées. Roberts avait été engagé par Russell T Davies pour écrire un épisode lors de la saison 4 et seul un nom lui avait été donné par e-mail : « Agatha Christie ». Cette idée d'un meurtre mystérieux mettant en scène Agatha Christie venait d'une proposition du producteur Phil Collinson.
Roberts, lui-même grand admirateur du travail d'Agatha Christie, décida d'opter pour un ton comique. Il prit inspiration sur son roman préféré de Christie : La Maison biscornue, qui décrit les secrets de la société aristocratique de l'époque, ainsi que sur l'adaptation filmique de 1982 de Meurtre au soleil. Selon lui, il était assez étrange d'écrire « un épisode moderne de Doctor Who avec des gens de la haute société, et cette classe de gens qu'on ne voit plus à la télévision, sauf à Noël. Il y a toujours quelque chose de drôle à propos des marques de respect de la haute société, qui garde pourtant des secrets de famille cachés. Il n'y a rien de plus bon que de voir des acteurs anglais discutant dans un lieu exotique... et soudain, quelqu'un s'est fait tuer ! »
Le titre original (pouvant se traduire par La Licorne et la guêpe) avait été choisi afin de sonner vaguement comme un roman d'Agatha Christie, mais plus tard, Roberts se rend compte qu'Agatha Christie n'a utilisé la forme « Le ____ et le ______ » pour aucun de ses titres.
Lors de l'écriture de l'épisode, Roberts, qui voulait quelque chose de « grand, drôle et plein de mystère », a été influencé par une remarque de Davies qui craignait qu'à force d'aller trop loin vers l'humour à la Douglas Adams on risquait de devenir à un moment absolument pas drôle, car se rapprochant beaucoup trop de la caricature. « Il ne fallait pas que les acteurs cernent trop la comédie et se mettent à se forcer à avoir des voix de faussets et des tournures ridicules ».
Interviewé par Doctor Who Magazine, Roberts explique qu'il éprouvait un certain plaisir à écrire des épisodes comme Peines d'amour gagnées ou l'épisode de The Sarah Jane Adventures en deux parties Whatever Happened to Sarah Jane? car finalement, il ne décide de rien sur l'avenir des personnages.
L'épisode est en lui-même écrit sous la trame et les atmosphères de crimes anglais : rencontre des protagonistes, meurtre dans un cercle de gens très rapprochés, un ou deux détectives sur place, interrogatoires séparés pour vérifications des différents alibis, nouveau meurtre, discussion au salon, tentative de meurtre sur le détective, repas avec coupure de courant, confrontation finale dans un salon. Certaines idées sont reprises de différents romans d'Agatha Christie : une histoire de vol de bijoux n'ayant rien à voir avec les meurtres (Le Secret de Chimneys), la mort sous une gargouille tombée d'un toit (Dix petits nègres) et la révélation au sujet de la fausse infirmité du Colonel (Le Cheval pâle).

### Casting
- Alexander McDonald, le père de David Tennant, fait un petit caméo au début de l'épisode dans le rôle d'un des majordomes[4].
- C'est David Tennant qui a suggéré le nom de Fenella Woolgar pour jouer le rôle d'Agatha Christie. Il avait joué avec précédemment sur Bright Young Things and He Knew He Was Right[4]. Celle-ci ainsi que David Quilter ont joué dans des épisodes de la série Hercule Poirot.
- Christopher Benjamin, qui joue le rôle du Colonel Hugh, a joué dans deux épisodes de la première série de Doctor Who. En 1970, il jouait le rôle de Sir Keith Gold dans l'épisode Inferno, et en 1977 le rôle de Henry Gordon Jago dans The Talons of Weng-Chiang.

### Musique
- C'est un pur hasard si les fans ont eu l'impression que le disque gramophone qui joue lors de la garden party semble être une reprise du générique de Doctor Who. Il s'agit en fait du début de Twentieth Century Blues, de Noël Coward, tiré de sa comédie musicale de 1931, Cavalcade. On entend aussi un autre disque de la même période, un enregistrement de Love is the Sweetest Thing par Ray Noble et le New Mayfair Orchestra.

### Lieux
Le lac nommé « Silent Pool » est le vrai lieu où l'on a retrouvé la voiture d'Agatha Christie lors de sa disparition. Par contre, l'Hotel The Harrogate Hotel où le Docteur laisse Agatha est purement fictif. Le véritable hôtel où elle fut retrouvée fut celui de Swan Hydro, bien moins imposant que celui vu dans cet épisode.

### Montage
Afin que l'épisode parvienne au temps imparti, une scène où Agatha Christie tente de se rappeler ses souvenirs a été coupée, ainsi qu'une scène où Donna et le Docteur rendaient visite à Agatha sur la fin de sa vie. Ces scènes sont disponibles sur le DVD anglais de la saison (jamais édité en France à ce jour).

### Anachronismes
Au début de l'épisode, le Docteur lit la date sur le journal et indique que c'est le jour de la disparition d'Agatha Christie, soit le 3 décembre 1926 dans la réalité. Or l'épisode se passe au printemps ou en été, les arbres étant feuillus et les vêtements légers.
Vers les 3/4 de l'épisode, on voit un flash back du jeudi précédent, montrant Lady Edison dans la bibliothèque, lisant un livre devant un feu. Le livre en lui-même possède une reliure cohérente avec l'époque de l'épisode (1926), mais il est enrobé d'une feuille de protection imprimée en couleur, et plastifiée, que l'on ne savait pas réaliser à cette époque.
Dans la scène qui suit, lorsque l'on voit entrer le prêtre dans son église, le support des interrupteurs électriques ne semble pas conforme aux usages de l'époque. Les interrupteurs sont fixés sur une planche en bois, mais cette planche est très probablement posée sur un coffrage en plastique.
Donna explique à Agatha Christie que ses livres feraient de bons films, et se voit obligée de lui expliquer ce qu'est le cinéma : or, en 1926, le cinéma n'en est plus à ses balbutiements, c'est même les tout débuts du cinéma parlant.